# Whenuapai
Whenuapai est une banlieue et le siège d’un aérodrome, située à l’ouest de la ville de Waitakere dans la région d’Auckland, dans l’Île du Nord de la Nouvelle-Zélande.

## Situation
Elle est localisée sur la berge nord-ouest du port de Waitemata Harbour, à 15 kilomètres au nord-ouest du centre de la cité d’Auckland. 
C’est l’un des points d’arrivée du câble de télécommunications La Croix du Sud (en).

## Toponymie
C’est un nom en langage Maori pour « bonne terre ».

## Installation de la RNZAF
La Construction de Whenuapai comme base pour les avions bombardier Wellington commença en 1937.
Après la deuxième guerre mondiale, Auckland devint un centre pour les transports de la RNZAF et pour l’escadron maritime.
De 1945 à 1965, Whenuapai fut aussi l’aéroport civil international d’Auckland. 
Les bases de Whenuapai et d’Hobsonville furent intégrées en 1965 pour former la base aérienne de la RNZAF d’Auckland (en). 
La base d’Hobsonville est maintenant fermée mais la RNZAF continue d’y entretenir les quelques installations restantes.
Aujourd’hui, avec un personnel d’environ 1 100 agents, la base d’Auckland est le siège du :
- Escadron No. 5 (en) (P-3K2 Orion) ;
- Escadron No. 6 (en) (SH-2G(NZ) Seasprite) ;
- Escadron No. 40 (en) (C-130 Hercules et Boeing 757) ;
- Unité d’entraînement de support des parachutages de la RNZAF ;
- force de protection de la RNZAF : École d’entraînement des chiens ;
- RNZAF Unité médicale de l’Aviation ;
- RNZAF Escadron d’opérations ;
- Force de Défense de Nouvelle-Zélande - Police militaire.

## L’aéroport de Whenuapai de 1945 à 1965
En 1945, le gouvernement aménagea la station de la RNZAF de Whenuapai pour l’accueil des opérations de l’aviation civile sur une base temporaire et avec la proéminence des activités de la RNZAF.
Cette base temporaire perdura 20 ans et la RNZAF a dû donner ses deux petits hangars et se déplacer vers le nord du site pour y installer sa propre piste d’envol.
En 1940, Whenuapai était l’un des trois aérodromes  du pays avec une piste en dur, les autres étant Paraparaumu et Ohakea (en).
Pendant une courte période, Auckland avait  trois aérodromes :
- l’aérodrome pour les hydravions à Mechanics Bay (en) où opéra la société TEAL de 1940 à 1954 ;
- L’aéroport de la cité : sur le petit terrain herbeux d’atterrissage de Mangere, sur le site actuel de l’aéroport d'Auckland avec un service hebdomadaire de la Pan American et de la British Commonwealth Pacific Airlines (ce dernier service était assuré initialement par l’Australian National Airways avec des DC-4s à partir de Whenuapai. Aussi immédiatement après la guerre, la RNZAF assurait de nombreux services pour le civil alors que la NAC (en) a été organisée
- certains vols intérieurs de Nouvelle-Zélande partaient aussi de  Whenuapai.

En 1947, le gouvernement ferma l’aéroport de Mangere pour tous les vols, sauf aux avions légers pour des raisons de sécurité, et la NAC se déplaça vers  Whenuapai.
À la même époque, le gouvernement ferma l’aéroport international de Wellington à Rongotai pour la même raison et le NAC dû se déplacer vers Paraparaumu, à 35 miles de la capitale.
En plus des services intérieurs, la NAC fit voler toutes les semaines, un DC-3 vers l’Île Norfolk à partir de  Whenuapai, et de façon bimensuelle sur un trajet qui prenait une semaine à chaque voyage ; Whenuapai-Norfolk Island-Nadi dans les îles Fidji- Faleolo International Airport d'Apia dans les Samoa-Aéroport international Fuaʻamotu de  Tongatapu dans les Tonga ; Aitutaki Airport (en) dans les îles Cook ; Rarotonga dans les îles Cook.
Le service de Norfolk Island continua jusqu’en 1955 quand Qantas, une compagnie de TEAL, reprit cette route aérienne avec des DC-4, et le service du Pacifique Service fut retiré à TEAL en 1952.
Le développement majeur survenu à Whenuapai fut en mai 1954, quand la British Commonwealth Pacific Airlines fut dissoute et ses DC-6s donnés à TEAL, et les lignes aériennes toutes vendues à l’exception de  deux de ses hydravions mais déplacées vers Whenuapai. 
Elle garda un Solent en réserve et envoya les autres Suva voler vers Tahiti, qui n’avait pas de terrain d’atterrissage avant les années 1960.
La première partie de la Coral Route fut alors assurée par des DC-6 allant de Whenuapai à Nadi.
Diagramme de l’Aéroport de Whenuapai 1956
Malgré des problèmes avec ses pistes, le terrain de Whenuapai continua à servir d’aéroport international pour Auckland à travers les années 1950. En 1960, la plus longue des pistes avait 6 590 pieds (puis 6 664 ft quelques années plus tard) ce qui convenait à un vol des BOAC Comet (en), mais pas pour les jets plus grands comme les DC-8 et les Boeing 707 demandant un nouvel aéroport international et les travaux de l' aéroport d'Auckland commencèrent. 
Le premier vol international à partir de l’aéroport d’Auckland eut lieu le 24 novembre 1965 et il ouvrit officiellement pour le week-end anniversaire le 29 janvier 1966, après quoi l’Aéroport de Whenuapai redevint purement militaire et utilisé comme aérodrome.

## Retour à l’aérodrome militaire et développements récents
Le fonctionnement opérationnel à Whenuapai continue au niveau de ce qu’il était dans les 40 dernières années, bien que la fermeture de la base adjacente d'Hobsonville ait vu le départ des opérations de rotations (de façon primaire avec l'UH1H Iroquois) vers la base RNZAF d'Ohakea.  
Avec le budget pour le déplacement de la base vers Ohakea excédant un billion dollars, la fermeture programmée précédemment par le gouvernement travailliste de Nouvelle-Zélande (initialement pour 2007, puis pour 2010 ou au plus tard pour 2014) fut annulée par le gouvernement entrant du parti National de 2008.
Il fut suggéré qu’il puisse être utilisé comme second Aéroport international d'Auckland. 
Les raisons données en faveur de cette option étaient qu’un nombre plus grand de personnes de la région d’Auckland vivaient actuellement tout près de l’aérodrome que celles qui vivaient à proximité de Mangere Airport (en) et il était projeté que dans les 15 ans, Whenuapai serait au plus près d’un million d'Aucklanders.
Les  trois autorités locales, qui gèrent le secteur nord-ouest de la région d’Auckland, sont : 
- le conseil du district de Rodney,
- le North Shore City,
- le conseil de Waitakere. Elles sont toutes favorables à la conception d’un second aéroport à un moment ou à un autre, et en particulier un scrutin organisé par le Waitakere City Council en fin 2006, indiquait que dans le public, un taux de 77 % étaient en faveur, contre 22 % qui y étaient opposés [2].

Toutefois, lors des élections locales d’octobre 2007, les « pro-aéroports du North Shore City » du maire, furent battus par le candidat à la mairie se déclarant « anti-aéroport », donnant une indication, que l’installation de l’aéroport était le facteur le plus important pris en compte par les votants .
En conséquence, le Conseil de North Shore City retira son soutien à la construction de l’aéroport international au niveau du terrain de Whenuapai alors que le Conseil de Waitakere City restait en faveur.
En 2010, tous les conseils furent amalgamés dans le nouveau Conseil d’Auckland et dès lors les supporters d’un aéroport commercial s’effondrèrent.

### Lignes aériennes de Whenuapai (par ordre chronologique)
| Royal New Zealand Air Force (Opérations civiles) | 1945 à 1947 |
| Pan American World Airways                       | 1946 à 1965 |
| BCPA                                             | 1947 à 1953 |
| NAC (en)                                         | 1947 à 1965 |
| Canadian Pacific Airlines                        | 1952 à 1965 |
| (TEAL) (en)                                      | 1954 à 1965 |
| TAI                                              | 1957 à 1963 |
| SPANZ                                            | 1960 à 1965 |
| Qantas Empire Airways                            | 1961 à 1965 |
| BOAC                                             | 1963 à 1965 |

† Ceci fut une opération programmée sur son propre compte.
QANTAS possédait la moitié de TEAL jusqu’en 1961 ; avant cela, ses avions apparaissaient au niveau de Whenuapai en charter de TEAL, ou si les avions étaient loués pour un trajet à travers la Nouvelle-Zélande, bien qu'ils apparaissent de façon occasionnellement au niveau de Whenuapai entre 1956 et 1961 avec ses Super Constellations lors des pics de trafic.

## Autres lectures
- (en) The Auckland Scrapbook, Auckland City Library (microfiche)
- (en) The New Zealand Scrapbook, Auckland City Library (microfiche)
- (en) Auckland Municipal Airport Files, Auckland City Council Archives